# Јакоб Авшич
Јакоб Авшич — Јака (Клече код Љубљане, 24. април 1896 — Љубљана, 2. јануар 1978), био је коњички пуковник Југословенске војске, учесник Априлског рата, Народноослободилачке борбе, амбасадор и друштвено-политички радник ФНРЈ и НР Словеније и генерал-лајтнант ЈА.

## Биографија
Рођен је 1896. године у месту Клече, надомак Љубљане. Године 1915, био је мобилисан у Аустроугарску војску, а наредне године је на Источном фронту пребегао Русима. Добровољно се прикључио борцима на Солунском фронту.
У чину резервног коњичког потпоручника примљен је 1920. године у новоформирану Војску Краљевине Срба, Хрвата и Словенаца. Године 1928, завршио је Војну академију у Београду и постао је активни официр Југословенске војске. Пре Другог светског рата имао је чин коњичког пуковника.

### Народноослободилачка борба
После окупације Краљевине Југославије, у Србији на позив Драгољуба Михаиловића се прикључио четничким одредима. Од стране Михаиловића био је именован командантом четничких трупа у Словенији. Одбио је понуду, препоручивши за ту дужност генералштабног мајора Карла Новака, начелника Штаба Триглавског одреда. Након повратка у окупирану Словенију, радио је интензивно на окупљању официра ЈВуО у партизане, који су се придружили Ослободилачком фронту (ОФ) у Љубљани. Да би избегао хапшење током Народноослободилачке борбе, користио уместо личног имена псеудоним Бранко Храст. У чланство Комунистичке партије Југославије (КПЈ) примљен је 1941. године.
У току Народноослободилачког рата (НОР), био је на функцији заменика команданта Главног штаба НОВ и ПО Словеније.
Године 1943, био је изабран за већника Антифашистичког већа народног ослобођења Југославије (АВНОЈ) и Словеначког народноослободилачког већа (СНОС). Био је и посланик на Кочевском збору.
Када су маја 1943. уведени чинови у НОВЈ, одлуком Врховног команданта НОВ и ПОЈ Јосипа Броза Тита, Јакобу Авшичу је другом додељен чин генерал-лајтанта, први је био Саво Оровић.

### Послератни период
После ослобођења Југославије, вршио разне дужности у Југословенској армији (ЈА). Био је командант позадине и шеф Југословенске војне мисије у Берлину. Пензионисан је 1947. године.
Био је републички посланик до 1953. године и дипломатски представник ФНРЈ у Аустрији, од 1947. до 1949. Године 1951, постао је министар шумарства и градоначелник Љубљане, функција коју је обављао до 1953. године. Био је посланик у Савезној народној скупштини, од 1953. до 1958. године.
Преминуо је 2. јануара 1978. године у Љубљани.
Носилац је Партизанске споменице 1941. и других високих југословенских одликовања, међу којима су Орден народног ослобођења и Орден партизанске звезде првог реда, којим је одликован 25. септембра 1944. године.

## Фото-галерија
- Јакоб Авшич (други слева), са члановима Главног штаба НОВ и ПО Словеније, 1944.
- Јакоб Авшич, 1945.
- Јакоб Авшич држи говор, 1945.
- Јакоб Авшич, 1965.
- Јакоб Авшич, Сергеј Крајгер и Франц Поглајен, 1969.
- Јакоб Авшич са пионирком у основној школи у Домжалама, 1969.